# Chinin
Chinin (možné výslovnosti – [chiňín], [chiňin], [chinýn] i [chinyn]; přes něm. Chinin a ital. china, chinina ze špan. quino a to z kečuánštiny) je alkaloid využívaný jako základní antimalarikum (lék proti malárii) a jedno ze základních léčiv.

## Chemické složení
Chinin je methoxyderivát cinchoninu. Chemický vzorec chininu je C20H24N2O2. Jedná se o alkaloid. Určení molekulového vzorce se přiblížil August Wilhelm von Hofmann v první polovině 19. století, správně jej stanovil v r. 1854 Adolph Strecker. Správnou základní chemickou strukturu navrhl v r. 1908 Paul Rabe, kompletní stereochemická struktura byla známa až roku 1944 díky Vlado Prelogovi.
První úspěšná formální syntéza chininu se podařila roku 1944 R. B. Woodwardovi a W. E. Doeringovi a později byly nalezeny další a efektivnější cesty syntézy, ale žádná nebyla výhodnější než izolace z přírodních zdrojů.

## Vlastnosti

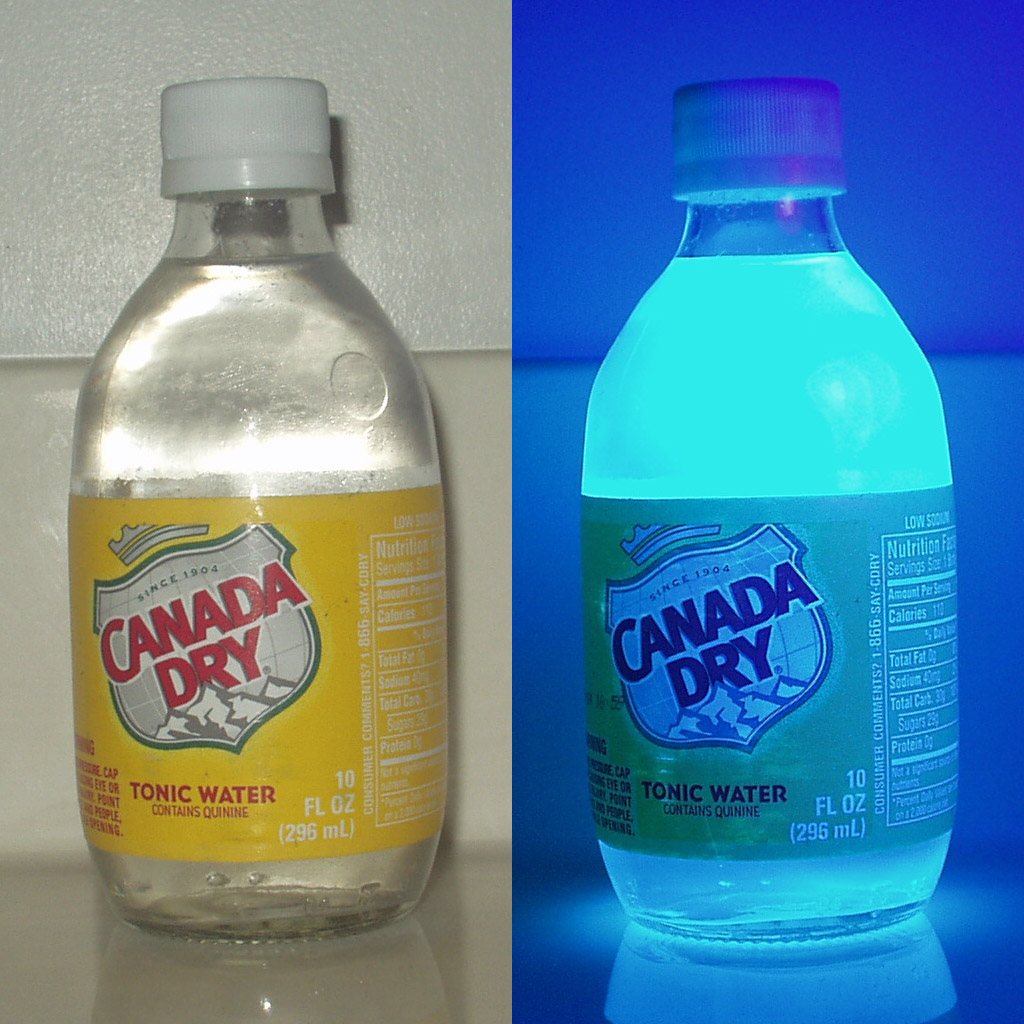
Tonik v běžném (vlevo) a v ultrafialovém světle (vpravo). V ultrafialovém světle (kvůli obsaženému chininu) fluoreskuje.

Chinin má hořkou chuť, v menších dávkách povzbuzuje chuť k jídlu, v ultrafialovém světle fluoreskuje.
Jelikož se jedná o alkaloid, má chinin zásadité vlastnosti.

### Léčivé vlastnosti
Působí jako slabé analgetikum, protože tlumí centrum bolesti v centrálním nervstvu.
Působí také jako mírné antipyretikum, protože tlumí udržování tělesné teploty a potlačuje látkovou přeměnu. Snižuje tak horečku.
Zpomaluje srdeční akci. Snižuje tak krevní tlak.
Má příznivé účinky při léčbě lupu erythematodes.

## Využití

### Medicína
V humánní medicíně se využívá jako antimalarikum, to znamená lék proti malárii. Působí na parazity v krvi, ale nepůsobí na parazity v játrech. V současné době vznikají kmeny malárie odolné proti chininu, především v jihovýchodní Asii, chinin ale stále zůstává relativně účinný a využívá se jako hlavní lék v případě vážných případů malárie. Chinin je stále významným lékem proti malárii, i když z části byl nahrazen syntetickými léky.
V dnešní době se chinin podává orálně, nebo ve vážnějších případech intravenózně. V dřívějších dobách (18. století) se připravoval lék proti malárii rozdrcením kůry chinovníku a rozpuštěním vzniklého prášku ve víně (protože je dobře rozpustný v etanolu). Příznaky při předávkování jsou nevolnost, hučení v uších a poruchy vidění, někdy se objevují i křeče. Smrtelná dávka pro člověka je 8–10 gramů chininu.

### Ostatní
Chinin je používán jako součást různých likérů, je také součástí toniků. Obsah výskytu chininu v tonicích se pohybuje od 27,7 do 79,7 mg/l.
Dále se chinin přidává do dalších různých výrobků: vlasové a opalovací oleje, šampóny, insekticidy. V gumárenském průmyslu se používá jako vulkanizační prostředek.

## Výskyt
- Chinin byl nalezen v kůře chinovníku, z něhož ho izoloval francouzský chemik Pierre-Joseph Peletiere. Získává se zejména z druhů chinovník lékařský a chinovník pýřitý. Jejich kůra obsahuje 4–5, výjimečně 14–16, procent chininu.[5]
- Obsah chininu v kůře stromů rodu Remijia je 0,5–2 %. Tato kůra je levnější než kůra chinovníku a má výraznou chuť, proto se využívá pro výrobu toniků.[5]
- Vyskytuje se také ve vrbové kůře. Odvar z ní doporučoval k léčbě malárie již Hippokrates.